# Liste der Biografien/Hanf
Liste der Biografien |
Portal Biografien |
Personensuche
# |
A |
B |
C |
D |
E |
F |
G |
H |
I |
J |
K |
L |
M |
N |
O |
P |
Q |
R |
S |
T |
U |
V |
W |
X |
Y |
Z |
?
 
Ha |
Hd |
He |
Hi |
Hj |
Hk |
Hl |
Hm |
Hn |
Ho |
Hr |
Hs |
Ht |
Hu |
Hv |
Hw |
Hy
 
Haa |
Hab |
Hac |
Had |
Hae–Haf |
Hag |
Hah |
Hai |
Haj |
Hak |
Hal |
Ham |
Han |
Hao |
Hap |
Haq |
Har |
Has |
Hat |
Hau |
Hav |
Haw |
Hax |
Hay |
Haz
 
Hana |
Hanb |
Hanc |
Hand |
Hane |
Hanf |
Hang |
Hanh |
Hani |
Hanj |
Hank |
Hanl |
Hanm |
Hann |
Hano |
Hanp |
Hanq |
Hanr |
Hans |
Hant |
Hanu |
Hanv |
Hanw |
Hanx |
Hany |
Hanz
Die Liste der Biografien führt alle Personen auf, die in der deutschsprachigen Wikipedia einen Artikel haben. Dieses ist eine Teilliste mit 36 Einträgen von Personen, deren Namen mit den Buchstaben „Hanf“ beginnt.

## Hanf
- Hanf, Alfred (1890–1974), deutscher Maler und Grafiker
- Hanf, Blasius (1808–1892), österreichischer Ornithologe
- Hanf, Claus-Henning (1939–2005), deutscher Agrarökonom
- Hanf, Ehrhart (1936–2000), deutscher Mathematiker und Ökonom
- Hanf, Konrad (1874–1922), deutscher Verleger
- Hanf, Kurt (1912–1987), deutscher Maler und Grafiker
- Hanf, Robert (1894–1944), niederländisch-jüdischer Musiker und Künstler
- Hanf, Theodor (* 1936), deutscher Soziologe

### Hanfe
- Hanfeld, Michael (* 1965), deutscher Journalist und Publizist
- Hanfeld, Perpetua (1879–1943), deutsche römisch-katholische Ordensfrau, Missionsschwester und Märtyrin

### Hanff
- Hanff, Helene (1916–1997), amerikanische Autorin
- Hanff, Johann Nicolaus (1663–1711), deutscher Organist und Komponist der Norddeutschen Orgelschule
- Hanffou, Sarah (* 1986), kamerunische Tischtennisspielerin

### Hanfg
- Hanfgarn, Gunter (* 1959), deutscher Filmproduzent
- Hanfgarn, Werner (1925–1999), deutscher Journalist

### Hanfl
- Hanfland, Horst (* 1937), deutscher Technologe und Mitglied der Volkskammer der DDR
- Hanfland, Josefine (* 1996), österreichische Handballspielerin
- Hanfland, Peter (1940–2019), deutscher Hämatologe und Hochschullehrer
- Hanfling, Oswald (1927–2005), deutsch-britischer Philosoph und Hochschullehrer

### Hanfm
- Hanfmann, George M. A. (1911–1986), US-amerikanischer Klassischer Archäologe russischer Herkunft
- Hanfmann, Yannick (* 1991), deutscher Tennisspieler

### Hanfs
- Hanfstaengl, Eberhard (1886–1973), deutscher Kunsthistoriker
- Hanfstaengl, Edgar (1842–1910), Prokurist und Handelskaufmann
- Hanfstaengl, Egon (1921–2007), deutscher Kunstverleger
- Hanfstaengl, Erika (1912–2003), deutsche Kunsthistorikerin
- Hanfstaengl, Ernst (1887–1975), deutscher finanzieller Unterstützer Hitlers, späterer Pressechef der NSDAPErnst Hanfstaengl (1887–1975)

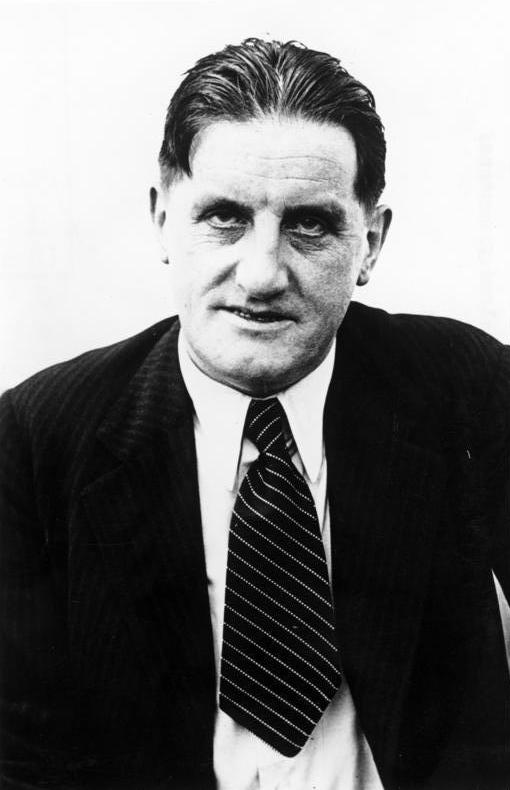
Ernst Hanfstaengl (1887–1975)

- Hanfstaengl, Franz (1804–1877), deutscher Maler, Lithograph und Fotograf
- Hanfstängl, Michael (* 1959), deutscher evangelisch-lutherischer Theologe und Direktor der Leipziger Mission
- Hanfstengel, Bernhard von (1805–1864), preußischer Generalmajor und Kommandant der Festung Erfurt
- Hanfstingl, Franz (* 1941), deutscher Schauspieler und Hörspielsprecher

### Hanft
- Hanft, Andreas (1932–1996), deutscher Nachrichtensprecher, Synchronsprecher und Schauspieler
- Hanft, Anke (* 1953), deutsche Bildungswissenschaftlerin
- Hanft, Hannelore (* 1932), deutsche Tischtennisspielerin
- Hanft, Jörg (* 1964), deutscher Eishockeyspieler
- Hanft, Karl (1904–1982), österreichischer Schauspieler und Sprecher
- Hanft, Willy (1888–1987), deutscher Maler